# 斯托本鎮區 (伊利諾伊州馬歇爾縣)
斯托本鎮區（英語：Steuben Township）是位於美國伊利諾伊州馬歇爾縣的一個行政鎮區。

## 地方資料
根據2010年美國人口普查的數據，斯托本鎮區的面積為81.60平方千米，當中陸地面積為74.70平方千米，而水域面積為6.90平方千米。當地共有人口1129人，而人口密度為每平方千米13.84人。